# Fanny Heldy
Fanny Heldy, de nom real Marguerite Virginie Emma Clémentine Deceuninck (Ath, Hainaut, Bèlgica, 29 de febrer de 1888 - 13 de desembre de 1973), fou una soprano belga.
Després de graduar-se al Conservatori de Lieja, feia el seu debut professional com a substituta a l'estrena d'Ivan el Terrible de Raoul Gunsbourg (a La Monnaie, 26 de novembre de 1910). Entre 1914 i 1918 cantà un cert nombre de papers principals a l'Òpera de Montecarlo, fent la seva primera aparició de París a l'Opéra-comique el 1917 com a Violetta a La Traviata i com a Julieta a Roméo et Juliette de Charles Gounod a l'Opéra De París el 1920.
El 1923 feia l'històric, i possiblement el primer, enregistrament de l'òpera Manon per a Pathé Records, dirigit per Henri Büsser (cantà amb el tenor Jean Marny com Chevalier des Grieux). També aquell mateix any, el desembre, cantava el paper titular dins Esclarmonde de Massenet durant el ressorgiment d'aquella òpera a l'Òpera de París.
Durant més de vint anys, Fanny Heldy fou la principal estrella d'òpera de França, en el moment que també guanyava reconeixement internacional durant les seves actuacions a La Scala de Milà i a la Royal Opera House de Londres. El 1936, entre altres cantants, participà en la pel·lícula Opéra de Paris (dirigida per Claude Lambert). Es retirà el 1939, i residia al Château de Mivoisin, una propietat de 36 km² localitzada al sud de París a Dammarie-sur-loing, Loiret.
Fanny Heldy es casà amb el magnat Marcel Boussac, els holdings del qual incloïen Christian Dior. Fanny Heldy moria el 1973 i està enterrada al Cementiri de Montmartre de París. El Prix Fondation Fanny Heldy s'atorga anualment per l'enregistrament d'una soprano.